# NGC 5660
NGC 5660 ist eine Balken-Spiralgalaxie vom Hubble-Typ SBc im Sternbild Bärenhüter und etwa 109 Millionen Lichtjahre von der Milchstraße entfernt.
Sie wurde am 15. Mai 1787 von Wilhelm Herschel mit einem 18,7-Zoll-Spiegelteleskop entdeckt, der sie dabei mit „pB, cL, iR, vgmbM“ beschrieb.